# Peter Tatchell
Peter Gary Tatchell (sinh ngày 25 tháng 1 năm 1952) là một nhà vận động nhân quyền người Anh gốc Úc, được biết đến nhiều nhất qua công việc của ông với các phong trào xã hội LGBT.
Tatchell được chọn làm ứng cử viên quốc hội của Đảng Lao động cho Bermondsey vào năm 1981. Sau đó, ông bị lãnh đạo đảng Michael Foot tố cáo vì có vẻ như ủng hộ hành động ngoài quốc hội chống lại chính phủ Thatcher. Đảng Lao động sau đó cho phép ông tham gia cuộc bầu cử ở Bermondsey vào tháng 2 năm 1983, trong đó đảng này mất ghế vào tay Đảng Tự do. Trong những năm 1990, ông đã vận động cho quyền của LGBT thông qua nhóm hành động trực tiếp OutRage!, do ông đồng sáng lập. Ông đã thực hiện nhiều chiến dịch khác nhau, chẳng hạn như Stop Murder Music chống lại lời bài hát bị cáo buộc là kích động bạo lực đối với người LGBT, đồng thời viết và phát sóng về nhiều vấn đề nhân quyền và công bằng xã hội. Ông đã cố gắng bắt giữ một công dân của Tổng thống Zimbabwe Robert Mugabe vào năm 1999 và một lần nữa vào năm 2001.
Vào tháng 4 năm 2004, ông gia nhập Đảng Xanh Anh và Xứ Wales và vào năm 2007 được chọn là ứng cử viên quốc hội triển vọng tại khu vực bầu cử của Oxford East, nhưng vào tháng 12 năm 2009, ông thoái lui vì tổn thương não mà ông nói là do tai nạn xe buýt cũng như thiệt hại do vệ sĩ của Mugabe gây ra khi Tatchell cố gắng bắt ông vào năm 2001, và bởi những người theo chủ nghĩa tân quốc xã ở Moscow trong khi vận động cho quyền của người đồng tính. Từ năm 2011, ông là Giám đốc của Quỹ Peter Tatchell.

## Di sản
Các bài báo của Peter Tatchell được tổ chức tại Trường Kinh tế London trong [[Hall–Carpenter Archives|Kho lưu trữ Hall Carpenter. Các tài liệu bổ sung được đặt tại Thư viện Anh. Các bài báo có thể được truy cập thông qua danh mục Thư viện Anh.